# Çayırlı (district)
Çayırlı is een Turks district in de provincie Erzincan en telde eind 2019 zo'n 8.582 inwoners. Het district heeft een oppervlakte van 1080,3 km². De hoofdplaats is Çayırlı. Bovendien vallen 48 nabijgelegen dorpen onder het bestuur van het district Çayırlı.

## Geografie
Çayırlı ligt op een heuvelachtig gebied met een gemiddelde hoogte van 1520 meter. De stad Erzincan ligt op 114 kilometer afstand. Çayırlı kent strenge winters en milde zomers.

## Geschiedenis
Tot 1 juni 1954 behoorde Çayırlı administratief gezien tot het district Tercan. 

## Bevolking
De bevolkingsontwikkeling van het district is weergegeven in onderstaande tabel.
| Bevolking van de stad Çayırlı      | 2.416  | 4.580  | 6.340  | 6.547  | 5.447  | 4.888 |
| Bevolking van het district Çayırlı | 28.779 | 32.261 | 31.023 | 17.043 | 10.261 | 8.582 |

Het district is erg dunbevolkt (minder dan 8 inwoners per vierkante kilometer). In het districtscentrum wonen voornamelijk etnische Turken, terwijl de nabijgelegen dorpen uitsluitend door Zaza worden bevolkt. Het grootste dorp is Verimli met ruim 400 inwoners. Het bevolkingsaantal loopt sinds 1985 in een rap tempo terug, met name op het platteland. 

## Economie
Landbouw is de belangrijkste bron voor de levensonderhoud voor de meeste inwoners. In het districtscentrum is er een timmermeester die zich bezighoudt met klein timmerwerk, smeden en autoreparatie.

## Nederzettingen
De volgende 48 dorpen vallen administratief gezien onder het bestuur van Çayırlı:
| - Aşağı Çamurdere - Aşağıkartallı - Balıklı - Başköy - Bölükova - Boybeyi - Bozağa - Büyükgelengeç - Büyükyayla - Çataksu | - Çaykent - Çayönü - Cennetpınar - Çilhoroz - Çilligöl - Coşan - Doğanyuva - Doluca - Esendoruk - Eşmepınar | - Gelinpınar - Göller - Harmantepe - Hastarla - Karataş - Küçükgelengeç - Mazlumağa - Mirzeoğlu - Oğultaşı - Ortaçat | - Ozanlı - Paşayurdu - Pınarlı - Saraycık - Sarıgüney - Saygılı - Sırataş - Toprakkale - Tosunlar - Turnaçayırı | - Verimli - Yaylakenti - Yaylalar - Yazıkaya - Yeşilyaka - Yukarıçamurdere - Yukarıkartallı - Yürekli |